# Молекис-ду-Сул
Молекис-ду-Сул (порт.  Ilhas Moleques do Sul ) — группа островов в Бразилии, расположенных в 8,25 километрах от южной оконечности острова Санта-Катарина в Флорианополисе и в 14 километрах от пляжа Понта-ду-Папагайо в Пальосе (Санта-Катарина). Относятся к парку штата Серра-ду-Табулейру и являются одним из крупнейших и важнейших мест гнездования морских птиц на бразильском побережье. Кроме того, они являются домом для морской свинки Cavia intermedia, одного из самых редких млекопитающих на планете. Поэтому доступ на остров ограничен.